# السنة الدولية للمتطوعين
حددت الجمعية العامة للأمم المتحدة السنة الدولية للمتطوعين لعام 2001. وتهدف المبادرة إلى زيادة الاعتراف بالعمل التطوعي وتيسيره وإقامة شبكاته وتعزيزه، لتسليط الضوء على إنجازات ملايين المتطوعين في جميع أنحاء العالم الذين يكرسون وقتهم لخدمة الآخرين، وتشجيع المزيد من الناس على الصعيد العالمي على الانخراط في العمل التطوعي.

## الأصول والأهداف
ظهر مفهوم سنة الأمم المتحدة للاعتراف بالعمل التطوعي لأول مرة داخل منظومة الأمم المتحدة في منتدى للسياسات العامة عقد في اليابان في عام 1996، كل من برنامج متطوعي الأمم المتحدة وجامعة الأمم المتحدة. وقد أحيل اقتراح قدمته حكومة اليابان في فبراير 1977 عن طريق الأمين العام للأمم المتحدة، وأن تدرج في جدول أعمال المجلس الاقتصادي والاجتماعي في تموز/يوليه 1977. وقد أوصى المجلس الاقتصادي والاجتماعي، في قراره 1977/44، الصادر في 22 يوليو 1977، الجمعية العامة للأمم المتحدة باعتماد القرار الذي يعلن سنة 2001 السنة الدولية للمتطوعين. 10 - أصدرت الجمعية العامة للأمم المتحدة في دورتها الثانية والخمسين المعقودة في 20 تشرين الثاني/نوفمبر 1977 في القرار 52/17، الذي شارك في تقديمه 123 بلدا، قرار المجلس الاقتصادي والاجتماعي، وأعلنت بذلك سنة 2001 السنة الدولية للمتطوعين. وقد عين برنامج متطوعي الأمم المتحدة، وهو جزء من برنامج الأمم المتحدة الإنمائي، في القرار بوصفه مركز التنسيق الدولي.
أهداف السنة الدولية للشباب:
- زيادة الاعتراف بالمتطوعين ومساهماتهم.
- زيادة التيسير والدعم للعمل التطوعي.
- تعزيز إنجازات المتطوعين.
- «اجتذاب المزيد من الطلبات لنشر المتطوعين، واجتذاب عروض الخدمة من المرشحين الجدد بهدف تعزيز الأنشطة التنفيذية، وتهيئة مناخ من الرأي العام والرسمي أكثر دعما للعمل التطوعي».[4]

## الإدارة
وكانت شارون كابلينغ - ألاكيجا المنسقة التنفيذية لمتطوعي الأمم المتحدة خلال السنة الدولية للمتطوعين لعام 2001. وتولى متطوعي الأمم المتحدة، الذين يوجد مقرهم في بون بألمانيا، قيادة جميع الأنشطة التنظيمية والترويجية المتعلقة بالسنة على الصعيد الدولي، بوصفه مركز التنسيق الدولي.
وقد وفر موقع www.iyv2001.org، الذي أطلقه في كانون الأول/ديسمبر 1998 متطوعي الأمم المتحدة، موارد لمنظمات الأمم المتحدة والمنظمات غير الحكومية والحكومات للاعتراف بالسنة بطريقة أو بأخرى. وشملت الموارد التي يوفرها الموقع ما يلي:
- عرض تقديمي لشريحة نظرة عامة على IYV
- عرض شرائح عن اللجان الوطنية ل IYV
- عرض جانبي حول التخطيط
- لافتات IYV / الرسومات لصفحات الويب
- اقتراحات بشأن الأنشطة والشراكات المحلية في مجال ال IYV[6]

كان شعار IYV مساهمة إبداعية ومتطوعة من المصممة الأرجنتينية ساندرا روخاس، وتم توفيره باللغات الرسمية الست للأمم المتحدة بالإضافة إلى شعار مركب يجمع بين كل ست لغات في واحدة.

## البرامج
افتتح الأمين العام للأمم المتحدة كوفي عنان السنة في تشرين الثاني/نوفمبر 2000 في نيويورك. وكان من بين المتحدثين الآخرين في هذا الحدث كابلينغ ألاكيجا؛ وكيبلينغ - ألا فيليب السادس من إسبانيا (ثم أمير أستورياس; نادية كومانيشي، الحائزة على الميدالية الذهبية الأولمبية؛ ممثلين عن حكومات اليابان وأوغندا والبرازيل؛ الدكتورة أستريد هايبرغ، رئيسة الاتحاد الدولي لجمعيات الصليب الأحمر والهلال الأحمر آنذاك؛ أنيتا روديك، ثم الرئيس التنفيذي لشركة بودي شوب؛ برنارد كوشنر، الذي كان آنذاك من بعثة الأمم المتحدة للإدارة المؤقتة في كوسوفو؛ سيرجيو فييرا دي ميلو، الذي كان آنذاك من إدارة الأمم المتحدة الانتقالية في تيمور الشرقية؛ متطوعو الأمم المتحدة من الفلبين ونيجيريا؛ وممثلين من NetAid. كما عين أنان الرئيس السابق لغانا، جيري رولينغز، كأول شخص بارز في السنة الدولية للمتطوعين، للمساعدة في رفع مكانة الملايين من المتطوعين العاملين من أجل السلام والتنمية في جميع أنحاء العالم. وكان من بين الشخصيات البارزة الأخرى في السنة الدولية للسكان الذين وردت أسماؤهم لهذا العام ولي عهد فيليبي، روديك، والمدير التنفيذي السابق لصندوق الأمم المتحدة للسكان، الدكتور نفيس صادق.
في مؤتمر المتطوعين في أمستردام، تكريما ل IYV، أعادت الرابطة الدولية للجهود التطوعية إصدار إعلان عالمي منقح حول العمل التطوعي، صدر لأول مرة في عام 1990 خلال المؤتمر العالمي للمتطوعين في باريس. «ويؤيد هذا الإعلان حق كل امرأة ورجل وطفل في الارتباط بحرية وفي التطوع بغض النظر عن أصلهم الثقافي والإثني، أو دينهم، أو سنهم، أو جنسهم، أو حالتهم البدنية أو الاجتماعية أو الاقتصادية».
كما أنشأت فرادى البلدان مواقعها الوطنية الخاصة بالسنة الدولية لليفر على شبكة الإنترنت، ونظمت مناسبات في جميع أنحاء العالم لتعزيز أهداف السنة الدولية للفرس، مثل حدث الإطلاق الرسمي في مدينة نيويورك.
في الولايات المتحدة، دخلت مؤسسة نقاط الضوء ورابطة الرابطات الدولية للناشئين (AJLI) في شراكة لعقد وقيادة اللجنة التوجيهية ل IYV USA. وكان من بين أعضاء اللجنة المجلس الوطني لمراكز المتطوعين، والمجلس الوطني للعمل التطوعي في مكان العمل، ورابطة إدارة المتطوعين، والرابطة الوطنية للآباء والمعلمين، ويوم إحداث فرق. وقد أطلق موقع الإنترنت الخاص بشبكة الإنترنت IYV في الولايات المتحدة الأمريكية، www.iyv2001us.org، في أيلول/سبتمبر 2000.
وفي 29 آذار/مارس 2001، أصدرت إدارة بريد الأمم المتحدة مجموعة من ستة طوابع تذكارية وبطاقة تذكارية تكريما ل IYV.
وقد أصدرت صحيفة بوتان بوست أربعة طوابع عام 2001 في 15 حزيران/يونيو.
ضرب البنك الملكي الأسترالي عملة 1 دولار للاحتفال بهذه المناسبة. وقام عدد من المنظمات التطوعية (مثل خدمات الإطفاء في جنوب أستراليا، ونيوزيلندا الناشئة، والإسعافات الأولية في سانت أندرو، بضرب وإصدار ميدالية لإحياء ذكرى السنة الدولية للمتطوعين.
كشف تشارلز، أمير ويلز النقاب عن تصميم عملة تداول كندية 10 سنتا إحياء لذكرى السنة في أبريل 2001. ودخلت العملة حيز التداول في وقت لاحق من ذلك العام. تم إنتاجه من قبل رويال كنديان مينت ومقتبس من صورة قدمتها مسيرة الدايمات.
ووفقا لبيان صحفى صادر عن متطوعي الأمم المتحدة في أكتوبر 2001، أقر المشرعون في فرنسا وألمانيا وإسبانيا والمملكة المتحدة تشريعا مؤيدا للتطوع في عام 2001، وتم اقتراح قوانين جديدة في الأرجنتين وكولومبيا والإكوادور ومدغشقر وموزمبيق ونيبال والسنغال وتنزانيا. وفي هذا العام أيضا، أصدر برنامج متطوعي الأمم المتحدة والقطاع المستقل «قياس العمل التطوعي: مجموعة أدوات عملية»، وهو دليل استقصائي لقياس المساهمة الاقتصادية للتطوع. وذكر البيان الصحفى انه تم تكييف مجموعة الادوات للاستخدام في بوتسوانا والصين ولاو الديمقراطية الشعبية وكازاخستان ومنغوليا، وأن الأبحاث حول التطوع بدأت في كمبوديا ومدغشقر وناميبيا وسريلانكا وتنزانيا.
وقد تبرع موسيقيون من جميع أنحاء العالم، طلب منهم متطوعو الأمم المتحدة، وكتبوا أغاني عن العمل التطوعي، وقدموها إلى متطوعي الأمم المتحدة لاحتمال إدراجها على الموقع الشبكي لعام 2001 وفي قرص مضغوط. تم تقديم الأغاني المختارة عبر الموقع للتنزيل مجانا. كما قدم برنامج متطوعي الأمم المتحدة قرصا مدمجا يضم 27 أغنية بتسع لغات، لموسيقيين من 18 بلدا، احتفالا بفترة السنة. وظهر في مؤتمر نزع السلاح نجم الريغي الجامايكي توني ريبل، الذي تبرع بأغنية «ليس كل شيء عن المال»، والبرتغالي باولو دي كارفالو، الذي تبرع بأغنية "Vai e faz" (اذهب وافعل). وأشادت معظم الأغاني بفضائل المتطوعين، ولكن الأغنية الأخيرة، التي أعدها ديف غرينفيلد من كندا، كانت تهدف إلى إثارة النقاش السياسي والتشكيك في القضايا الاجتماعية حول المتطوعين.
وقد تم إنتاج حملة الاتصالات «ألوان يونيتون المتحدة» لخريف عام 2001 بالتعاون مع متطوعي الأمم المتحدة، وتم تكريمها في عام 2001. وبدلا من النماذج المهنية، عرضت الحملة صورا لمتطوعين، مثل عضو سابق موشوم في عصابة شوارع تطوع في أنشطة مناهضة للعنف، ومحام شاب يتطوع لتعزيز حقوق الإنسان والدفاع عنها، وشخص متحول جنسيا تطوع لتوزيع الواقي الذكري بين البغايا، وراقصة حنفية مسنة تسلي السكان في منازل المسنين. تم الترويج للحملة في جميع أنحاء أوروبا والولايات المتحدة وأمريكا الجنوبية وأجزاء من آسيا، في الصحف والمجلات واللوحات الإعلانية. وقد نشر عدد خاص من مجلة بينيتون «ألوان» للحملة في تشرين الثاني/نوفمبر 2001.
وكان الحدث الأخير لهذا العام من قبل متطوعي الأمم المتحدة، الندوة الدولية حول العمل التطوعي، 18-21 نوفمبر 2001 في جنيف، سويسرا. وحضر هذا الحدث ممثلون من معظم اللجان الوطنية المعنية بمسألة 2001، وقدم حلقات عمل لمناقشة نتائج عام 2001.
ثم أصدر البابا يوحنا بولس الثاني بيانا في 5 كانون الأول/ديسمبر 2001، مشيرا إلى أنه «في نهاية العام، كرست الأمم المتحدة جهودها للعمل التطوعي، وأود أن أعرب عن تقديري الصادق لتفانيكم المستمر، في كل جزء من العالم، في مقابلة أولئك الذين يعيشون في فقر. وسواء عملتم بشكل فردي أو تجمعتم معا في جمعيات خاصة، فأنتم تمثلون للأطفال والمسنين والمرضى والأشخاص الذين يواجهون صعوبات واللاجئين والمضطهدين شعاعا من الأمل يخترق ظلام العزلة ويشجعهم على التغلب على إغراءات العنف والأنانية».
احتفلت الجمعية العامة باختتام السنة الدولية للمتطوعين في 5 كانون الأول/ديسمبر 2001 باعتماد قرار بشأن توصيات العمل التطوعي، وأشادت بالمساهمات المستمرة لجميع المتطوعين في المجتمع، وشجعت جميع الناس على أن يصبحوا أكثر انخراطا في الأنشطة التطوعية. وقررت الجمعية العامة أيضا أن تخصص جلستان عامتان في دورتها السابعة والخمسين المعقودة في 5 كانون الأول/ديسمبر 2002 لنتائج الدورة التاسعة والعشرين ومتابعتها. وترد في مرفق للقرار توصيات محددة بشأن السبل التي يمكن للحكومات ومنظومة الأمم المتحدة أن تدعم بها العمل التطوعي.
وقدمت الأنشطة التطوعية العالمية التي تقوم بها أوساط المنظمات غير الحكومية التي تتخذ من فيينا مقرا لها في مركز فيينا الدولي في 11 كانون الأول/ديسمبر 2001 للاحتفال بيوم 2001 واليوم الدولي لحقوق الإنسان، الذي اشتركت في تنظيمه دائرة الأمم المتحدة للإعلام فيينا والكونغو (مؤتمر المنظمات غير الحكومية ذات العلاقة الاستشارية مع الأمم المتحدة).

## السنة الأوروبية للتطوع
أطلقت السنة الأوروبية للتطوع (EYV) في عام 2011، من قبل المفوضية الأوروبية للاحتفال بجهود العمل التطوعي للأوروبيين واختارت أن تتوافق مع الذكرى السنوية العاشرة للسنة الدولية للمتطوعين. وكانت في الأصل مبادرة من تحالف EYV 2011، وهو تجمع غير رسمي لشبكات المتطوعين، مثل كاريتاس، واللجنة الدولية للصليب الأحمر، ومنتدى الشباب الأوروبي، ومركز العمل التطوعي الأوروبي. وكان عنوان الموقع www.europa.eu/volunteering، والموقع محفوظ الآن على موقع المفوضية الأوروبية على شبكة الإنترنت.
بالنسبة لعام 2021، الذكرى السنوية العاشرة ل EYV، أطلق مركز العمل التطوعي الأوروبي حملة EYVPlus10، أولا كتأمل في ما تم تحقيقه في إرث EYV 2011، ولكن أيضا استجابة للدعوة إلى العمل التي جاءت من الاجتماع التقني العالمي للأمم المتحدة حول التطوع «كيفية تمكين التطوع من أن يكون قوة تحويلية لجدول أعمال عام 2030 وأهداف التنمية المستدامة». كما تشهد الذكرى السنوية استضافة العديد من البلدان، مثل هولندا والمجر، لسنواتها الوطنية الخاصة من العمل التطوعي.

## السنة الدولية للمتطوعين زائد 10
وفي عام 2011، أي بعد مرور عشر سنوات على السنة الدولية للمتطوعين، اعترف متطوعو الأمم المتحدة، بموجب قرار الجمعية العامة 63/153 (2008) بوحدة الأمم المتحدة السنة الدولية للشباب+ 10 سنة، وشجعهم على ذلك لتجديد أهداف السنة الدولية للمتطوعين الأصلية وتشجيع مساهمات الناس في السلام والأهداف الإنمائية للألفية من خلال العمل التطوعي. وتم تعيين متطوعي الأمم المتحدة الوطنيين والدوليين، فضلا عن المتطوعين عبر الإنترنت، لدعم العمل في السنة الدولية للمتطوعين+ 10، وتعزيز الروابط مع أصحاب المصلحة والشركاء على الصعيد الوطني، ورصد المبادرات التي تم تطويرها خلال السنة الدولية. وتم الترويج للأنشطة عن طريق موقع الأمم المتحدة على شبكة الإنترنت www.worldvolunteerweb.org. خلال النصف الأول من عام 2011، تم تنظيم سلسلة من خمسة اجتماعات تشاور إقليمية في الإكوادور (28-20 مارس)، وتركيا (18-19 أبريل)، والفلبين (3-4 مايو)، والسنغال (30-31 مايو لأفريقيا الناطقة بالفرنسية و6-7 يونيو لأفريقيا الناطقة باللغة الإنجليزية). وقد جمعت هذه الأحداث مئات من أصحاب المصلحة من المجتمع المدني والقطاع الخاص والسلطات الوطنية والأوساط الأكاديمية والوحدات الميدانية التابعة للأمم المتحدة وغيرها من كيانات الأمم المتحدة. عقد مؤتمر عالمي حول «العمل التطوعي من أجل مستقبل مستدام» في الفترة من 15 إلى 17 سبتمبر في بودابست بالشراكة مع الاتحاد الدولي لجمعيات الصليب الأحمر والهلال الأحمر (IFRC) والرابطة الدولية لجهود المتطوعين (IAVE). وضم المؤتمر الدول الأعضاء في الأمم المتحدة والمنظمات المشاركة في المتطوعين، بالإضافة إلى شركاء من الأوساط الأكاديمية والقطاع الخاص. عقد المؤتمر السنوي الرابع والستين لمنظمة الأمم المتحدة للبي آي/المنظمات غير الحكومية في الفترة من 3 إلى 5 أيلول/سبتمبر واستضافته الحكومة الألمانية ومدينة بون. وكان موضوع الحدث هو «المجتمعات المستدامة، والمواطنون المستجيبون».